# Endemiczne gatunki na Malcie
Wyspy Maltańskie, chociaż mają niewielki obszar (316 km²), zamieszkuje wiele gatunków endemicznych. Te endemiczne gatunki są ważne dla wysp Maltańskich, ponieważ stanowią część maltańskiego dziedzictwa narodowego i są przedmiotem badań naukowych.

## Wprowadzenie
Spośród 10 000 szacowanych gatunków zwierząt lądowych i słodkowodnych na archipelagu maltańskim 78 to endemity, duża liczba, biorąc pod uwagę wielkość kraju. Do tej pory zidentyfikowano tylko 4500 gatunków, a inne wciąż czekają na poprawną klasyfikację taksonomiczną, co oznacza, że może być jeszcze kilka innych gatunków endemicznych, które nie zostały do tej pory odkryte.
Dwadzieścia trzy gatunki endemiczne to rośliny naczyniowe i rośliny takie jak mszaki, podczas gdy pozostałe 55 gatunków to zwierzęta.

## Rośliny
Na Malcie występuje około 860 roślin o charakterze rodzimym, występujących na archipelagu przed pojawieniem się pierwszych ludzi. Kolejnych 20 taksonów uważa się za archeofity, które zostały wprowadzone do lokalnego ekosystemu w wyniku działalności człowieka, ale zadomowiły się przed 1500 rokiem naszej ery. Kolejnych 180 taksonów ma niepewne pochodzenie, podczas gdy co najmniej 640 taksonów uważa się za kenofity, ponieważ zostały wprowadzone po 1500 roku i mogą obejmować przypadkowe gatunki obce. Co najważniejsze, co najmniej 24 endemiczne rośliny naczyniowe i 18 roślin naczyniowych są subendemiczne dla regionu śródziemnomorskiego.

### Endemiczne rośliny naczyniowe
| Obraz | Nazwa gatunku                                  |
| ----- | ---------------------------------------------- |
|       | Allium lojaconoi (Maltański czosnek karłowaty) |
|       | Allium melitense                               |
|       | Anacamptis pyramidalis var. urvilleana         |
|       | Anthemis urvilleana                            |
|       | Anthyllis hermanniae subsp. melitensis         |
|       | Atriplex lanfrancoi                            |
|       | Cheirolophus crassifolius                      |
|       | Chiliadenus bocconei                           |
|       | Euphorbia melitensis                           |
|       | Helichrysum melitense                          |
|       | Hyoseris frutescens                            |
|       | Legousia hybrida var. foliosa                  |
|       | Limonium melitense                             |
|       | Limonium zeraphae                              |
|       | Matthiola incana subsp. melitensis             |
|       | Ophrys bombyliflora var. parviflora            |
|       | Ophrys hospitalis                              |
|       | Ophrys melitensis                              |
|       | Orobanche densiflora                           |
|       | Orobanche mutelii var. melitensis              |
|       | Romulea melitensis                             |
|       | Salsola melitensis                             |
|       | Sedum album subsp. rupi-melitense              |
|       | Zannichellia melitensis                        |

### Subendemiczne rośliny naczyniowe
| Obraz | Nazwa gatunku                                       |
| ----- | --------------------------------------------------- |
|       | Calendula suffruticosa subsp. maritima              |
|       | Calendula suffruticosa subsp. fulgida var. gussonei |
|       | Daucus carota subsp. rupestris                      |
|       | Daucus lopadusanus                                  |
|       | Desmazeria pignattii                                |
|       | Elatine gussonei                                    |
|       | Euphorbia exigua var. pycnophylla                   |
|       | Filago cossyrensis                                  |
|       | Hymenolobus revelierei subsp. sommieri              |
|       | Iris pallida synonym Iris sicula                    |
|       | Linaria pseudolaxiflora                             |
|       | Ophrys caesiella                                    |
|       | Ophrys calliantha                                   |
|       | Ophrys lunulata                                     |
|       | Romulea linaresii                                   |
|       | Scilla peruviana                                    |
|       | Senecio pygmaeus                                    |

## Zwierzęta
Na Wyspach Maltańskich występuje więcej zwierząt endemicznych niż roślin, często są to podgatunki gatunków w pobliskich krajach, m.in. zębiełek sycylijski ma Gozo, która została zdefiniowana jako podgatunek własny. Do endemicznych gatunków zwierząt należą:
| Obraz | Nazwa gatunku |
| ----- | --- |
|       | Pimelia rugulosa ssp. melitana (Maltese field beetle)                                                                                 |
|       | Ogcodes schembrii (Schembri's spider fly)                                                                                             |
|       | Phragmatobia fuliginosa ssp. melitensis (Maltese ruby tiger moth)                                                                     |
|       | Papilio machaon ssp. melitensis (Maltese swallowtail)                                                                                 |
|       | Potamon fluviatile ssp. lanfrancoi (Maltese freshwater crab)                                                                          |
|       | Eukoenia christiani (Maltese palpigrade)                                                                                              |
|       | Podarcis filfolensis (Maltese wall lizard) - ten gatunek ma wiele podgatunków, z których cztery są endemitami na wyspach maltańskich) |
|       | Crocidura sicula ssp. calypso (Sicilian shrew)                                                                                        |
|       | Geckobia estherae (Esther's gecko mite)                                                                                               |